# 圣马丹拉梅阿讷
圣马丹拉梅阿讷（法語：Saint-Martin-la-Méanne，法語發音：[sɛ̃ maʁtɛ̃ la mean]）是法国科雷兹省的一个市镇，属于蒂勒区。

## 地理
圣马丹拉梅阿讷（45°10'11"N, 1°59'13"E）面积27.7 平方千米，位于法国新阿基坦大区科雷兹省，该省份为法国中南部省份，北起上维埃纳省和克勒兹省，西接多爾多涅省，南至洛特省，东临多姆山省和康塔爾省。
与圣马丹拉梅阿讷接壤的市镇（或旧市镇、城区）包括：上巴西尼亚克、尚帕尼亚克-拉普吕讷、格罗沙斯唐、拉罗什卡尼亚克、圣马夏尔昂特赖格、塞维耶尔堡、多尔多涅河畔阿让塔。

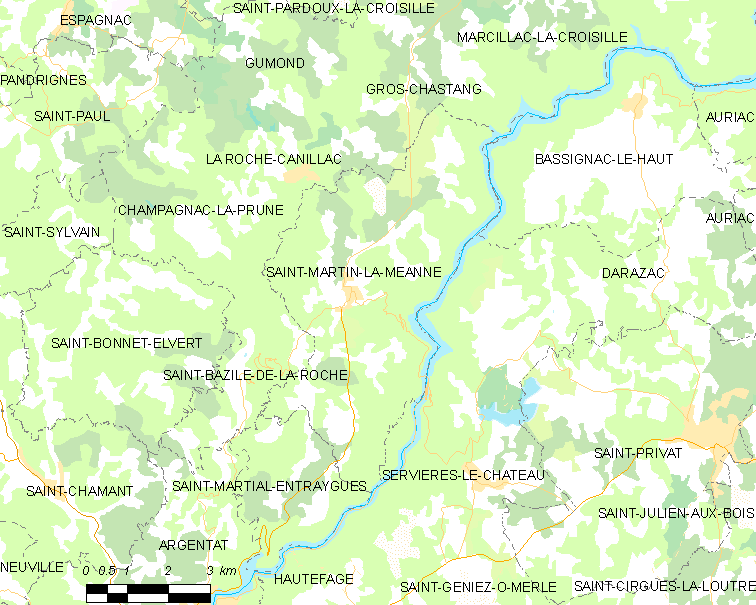
圣马丹拉梅阿讷的OSM定位图

圣马丹拉梅阿讷的时区为UTC+01:00、UTC+02:00（夏令时）。

## 行政
圣马丹拉梅阿讷的邮政编码为19320，INSEE市镇编码为19222。

## 政治
圣马丹拉梅阿讷所属的省级选区为圣福蒂纳德县。

## 人口

1962-2008年间圣马丹拉梅阿讷人口变化图示

圣马丹拉梅阿讷于2022年1月1日时的人口数量为345人。